# Unió Islàmica dels Mujahidins Afganesos
La Unió Islàmica dels Mujahidins Afganesos o Unitat Islàmica dels Mujahidins Afganesos (paixtu: د افغانستان د مجاهدینو اسلامي اتحادیه), també coneguda com l'Aliança dels Set Partits Mujahidins, va ser una aliança formada el 1988 pels set partits mujahidins afganesos que van lluitar contra les forces de la República Democràtica de l'Afganistan recolzades per la Unió Soviètica en la guerra afganosoviètica. L'aliança va tractar de funcionar com un front diplomàtic unit davant l'opinió pública mundial i va buscar representació en les Nacions Unides i el llavors l'Organització de la Conferència Islàmica (actualment, Organització de la Cooperació Islàmica).
Els constituents de l'aliança dels Set Partits Mujahidins es van dividir en dues categories, els islamistes polítics: Hezb-i Islami Khalis (Khalis), Hezb-i Islami Gulbuddin (Hekmatyar), Jamiati Islami (Rabbani), i l'Organització Islàmica de la Dawa de l'Afganistan (Sayyaf), i els tradicionalistes: Front Nacional Islàmic de l'Afganistan (Gailani), el Front d'Alliberament Nacional de l'Afganistan (Mojaddedi) i el Moviment de la revolució islàmica (Mohammadi).
Tots els grups eren musulmans sunnites i tots eren majoritàriament paixtus, excepte el Jamiati Islami, que era predominantment tadjic. Es deien els Set de Peshawar i comptaven amb el suport dels Estats Units, l'Aràbia Saudita i el Pakistan. Una altra aliança de mujahidins, més petita però dominant, estava composta principalment per musulmans xiïtes. Es deia els Vuit de Teheran, una aliança de vuit faccions afganeses xiïtes, secundada per l'Iran.
Al febrer de 1989, els grups van intentar formar un govern de coalició en l'exili de Peshawar, al qual van anomenar Govern Provisional Afganès, que tenia com a objectiu basar-se a la ciutat de Jalalabad i atacar a l'administració de Kabul. No obstant això, els mujahidins no van aconseguir guanyar la batalla de Jalalabad de 1989.
Encara que l'aliança dels mujahidins de la Unitat Islàmica de l'Afganistan va prendre la seva forma oficial a mitjan decenni de 1980, existia de facto com a bloc polític des de maig de 1979, quan el Govern del Pakistan va decidir limitar el corrent d'ajuda financera estrangera, principalment dels Estats Units (en virtut de la Doctrina Reagan) i l'Aràbia Saudita, a les set organitzacions esmentades, tallant així el subministrament monetari als grups de resistència nacionalistes i d'esquerra.

## Discrepàncies
No obstant això, hi ha discrepàncies en el món acadèmic sobre quan es va fundar el grup i qui fou el responsable. Mentre que Tom Lansford considera que fou 1985 i per part de persones d'Aràbia Saudita, l'historiador Vijay Prashad afirma que la fundació va ocórrer abans, el 1981, i, a més, assenyala específicament a Ossama bin Laden com un dels principals finançadors saudites.